# TinyURL

Logomarca

TinyURL é um serviço web que transforma links longos em links curtos, que permitem um redirecionamento de páginas. O serviço foi lançado em janeiro de 2002 pelo desenvolvedor web Kevin Gilbertson.

## O Serviço
A homepage do site TinyURL possui um formulário onde o usuário informa um link longo, para que o mesmo seja simplificado. Para cada link digitado, o servidor adiciona um novo alias (apelido) a seu banco de dados, retornando um link curto. Se o link já foi solicitado, o site irá retornar o alias existente, ao invés de criar uma entrada duplicada. O link curto encaminha os usuários para o link longo, convertido anteriormente.	
O serviço também oferece uma API que permite aplicações para criar automaticamente URLs curtos. 
Links curtos com alias, são vistos como úteis, por serem mais fáceis de escrever. O serviço se tornou muito útil, pois os links passaram a se encaixar melhor em locais onde o espaço é muito curto, principalmente em em e-mails e microblogs. O serviço se tornou muito popular no Twitter, onde links muito grandes costumam ser reduzidos para manter os tweets no espaço limitado a apenas 140 caracteres.
Desde o ano de 2008, o TinyURL passou a permitir aos usuários, a criação de links personalizados, com alias mais significativos. Isto significa que um usuário pode criar links descritivos ao invés de um endereço gerado aleatoriamente.

## Ponto negativo
Links mais curtos podem gerar problemas, tais como vírus e spams. Por isso, muitos e-mails de pishing usam este tipo de serviço para capturar informações.

## Impacto
A popularidade do TinyURL influenciou a criação de pelo menos 100 sites similares. A maioria são simplesmente alternativas de domínio, enquanto alguns oferecem recursos adicionais.